# Zeughaus
Zeughaus (antiguo Arsenal de Berlín) es la estructura más antigua de la avenida Unter den Linden en la ciudad de Berlín. 

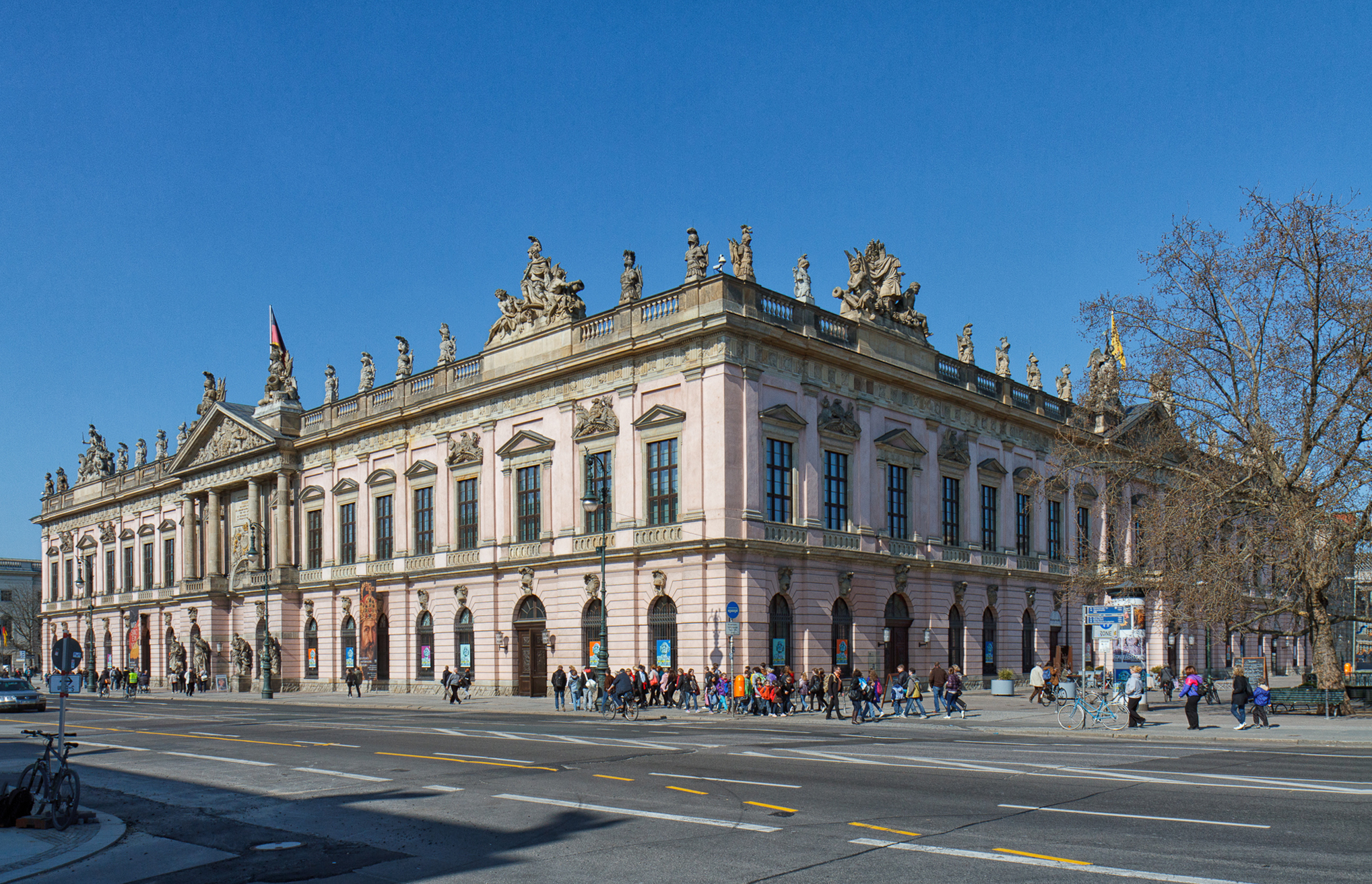
Zeughaus Berlin, Unter den Linden (2012)

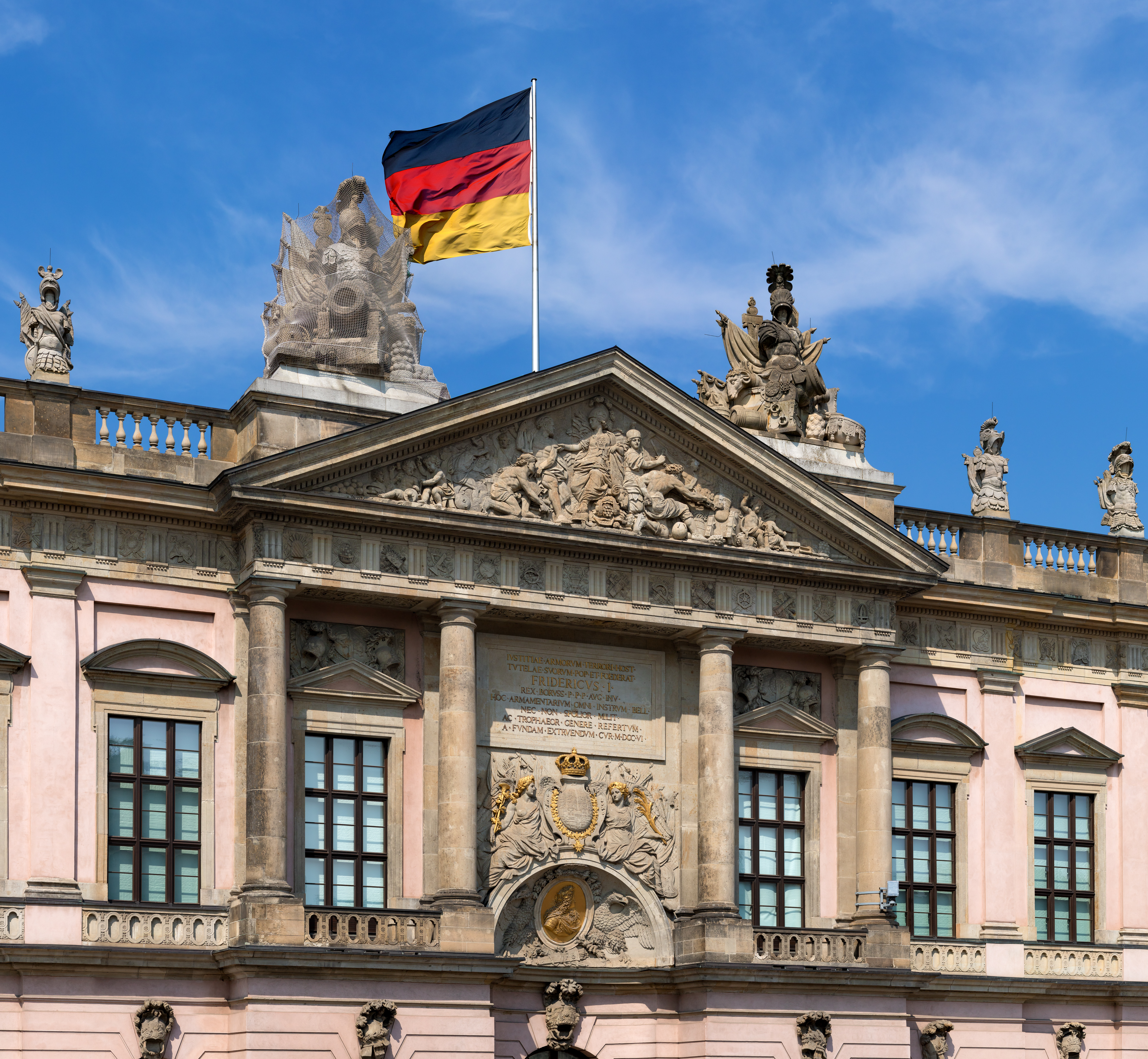
Zeughaus Berlin, detalle de la fachada (2015)

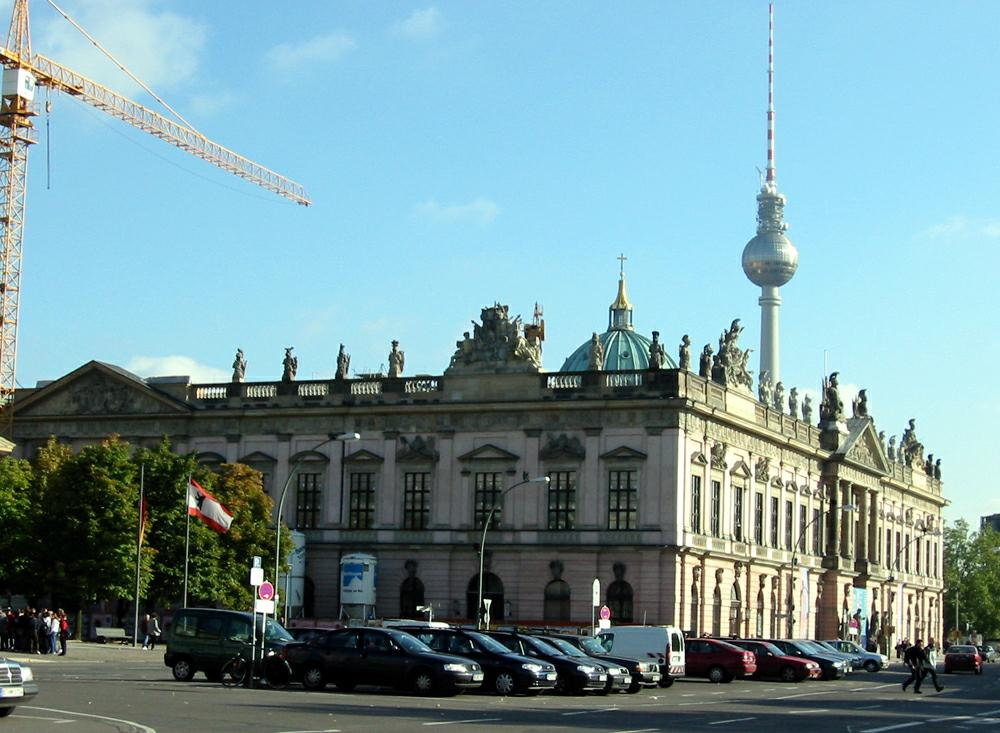
Zeughaus Berlin (2001)

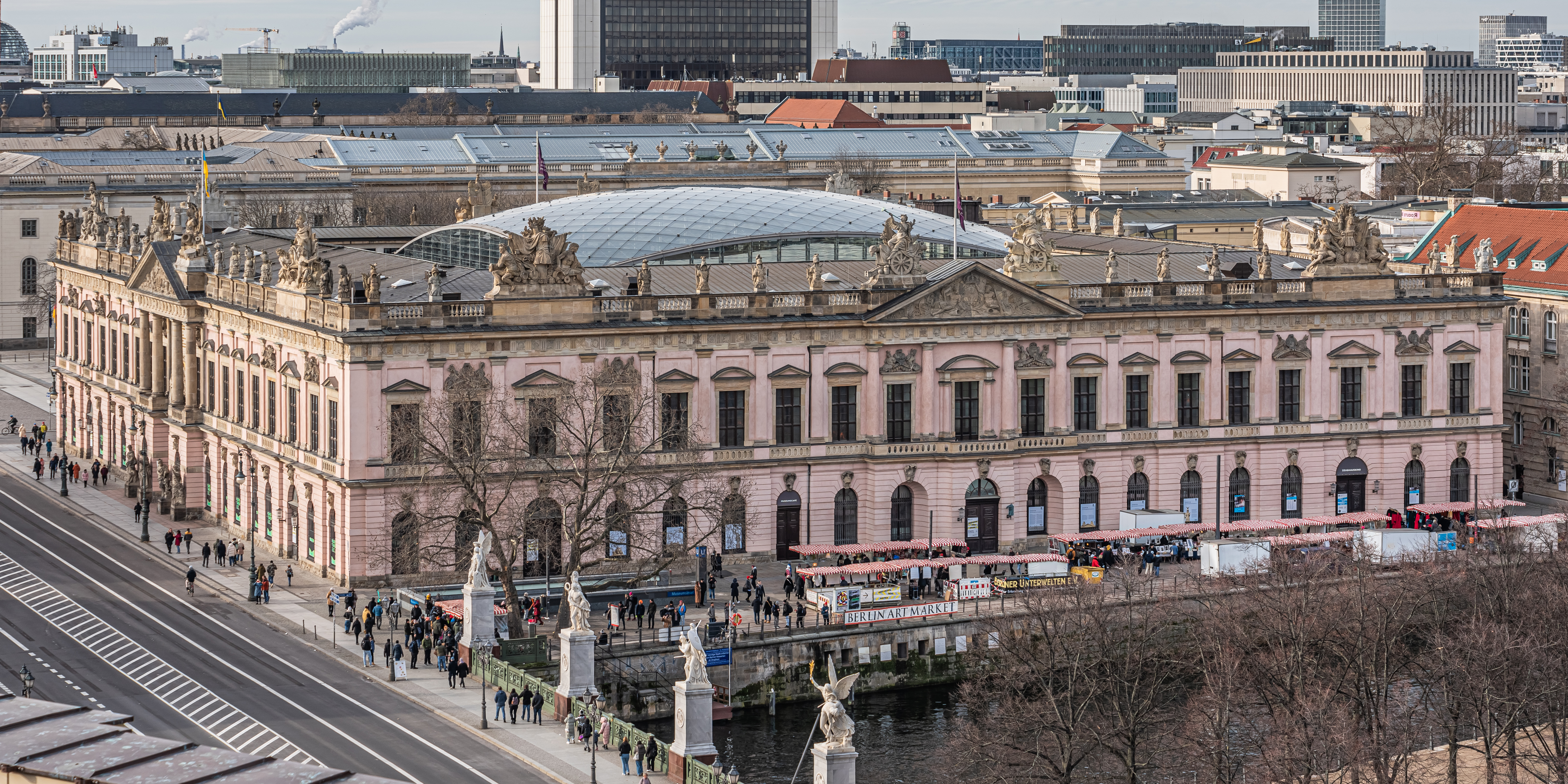
Vista aérea (2023)

## Historia
Fue construido por el príncipe elector Federico III de Brandeburgo entre 1695 y 1730 en el estilo Barroco, para ser usado como un arsenal de artillería. El capitán del primer edificio fue Johann Arnold Nering, después de su muerte en 1695, fue seguido por Martin Grünberg, entonces Andreas Schlüter y finalmente Jean-de-Bodt.
El edificio fue transformado en un museo militar en 1875. Desde 1949 a 1965 el Zeughaus fue restaurado después de los graves daños de guerra, siendo el interior completamente rediseñado. En 1952, el gobierno de la República Democrática Alemana abrió el Museo de Historia Alemana  (Museum für Deutsche Geschichte) en el Zeughaus, que presenta la historia de Alemania, especialmente en la era moderna, de un punto de vista comunista. Hoy en día, el Zeughaus es el hogar del Museo Histórico Alemán (Deutsches Historisches Museum).

## Objetivo
El museo tiene como objetivo explicar la historia alemana y europea. La exposición permanente ocupa 10.000 m² en las que se exponen miles de objetos de interés histórico. La colección se divide en grandes períodos clave de la historia alemana desde el siglo XIII hasta nuestros días. También aborda los diferentes eventos desde una perspectiva política, social y económico.

## Las colecciones del Museo Histórico Alemán

### Base de datos en línea (SMO)
El DHM ha respaldado desde 1996, casi todo el inventario digitalizado (350.000 registros y 180.000 imágenes) para la investigación en línea a través de Internet. Los derechos de reproducción para usos comerciales son manejados por el archivo de imágenes de la DHM, encargado del uso estándar de la industria. También para el uso de imágenes en las publicaciones científicas se cobra una tarifa.

### Colección por áreas
- Cultura I: técnicas y productos y equipos médicos
Artículos para el hogar, promoción de productos: 65 000 objetos.
- Cultura II: moda, vestuario, textiles, escudos civiles, religiosa: 45 000 objetos.
- Cultura III: juguetes, postales, artículos políticos, especial de inventario: 11 000 objetos.
- Biblioteca.
- Imágenes de archivo.
- Documentos I: documentos, hojas sueltas, colección de folletos y mapas, autógrafos
Sello y libros de autógrafos desde 1914: 50 000 objetos.
- Documento II: álbumes de fotos, periódicos, folletos, propaganda
Mapas y planos de autógrafos a partir de 1914: 120 000 objetos.
- Cine de Colección: 100 películas.
- Artes y las esculturas desde 1900: muebles, cerámica, vidrio y el arte del metal, diseño: alrededor de 6000 objetos.
- Impresiones y dibujos: historial de eventos del siglo XVI al XX
Retrato I Colección de impresos del siglo XV al XX: 100 000 hojas.
- Arte I: Pintura desde 1900: alrededor de 700 objetos.
- Arte II / Colección de fotografías: pinturas y esculturas del siglo XX y XXI: 3000 objetos y 10 000 fotografías.
- Militaria I: armas antiguas y el armamento, equipo militar: 20 000 propiedades.
- Militaria II: medallas de uniformes, banderas, y las decoraciones, los militares-gráficos: 30 000 objetos.
- Numismática 80 000 objetos.
- Afiches: 1896-1938 carteles artísticos de la colección de Hans Sachs,
colección de carteles políticos de 1920-1960 Wolf y carteles de la DDR: cerca de 80 000 objetos.

## En la cultura popular
La fachada del edificio es usada en la película de 1998, Corre, Lola, corre.

## Galería de imágenes

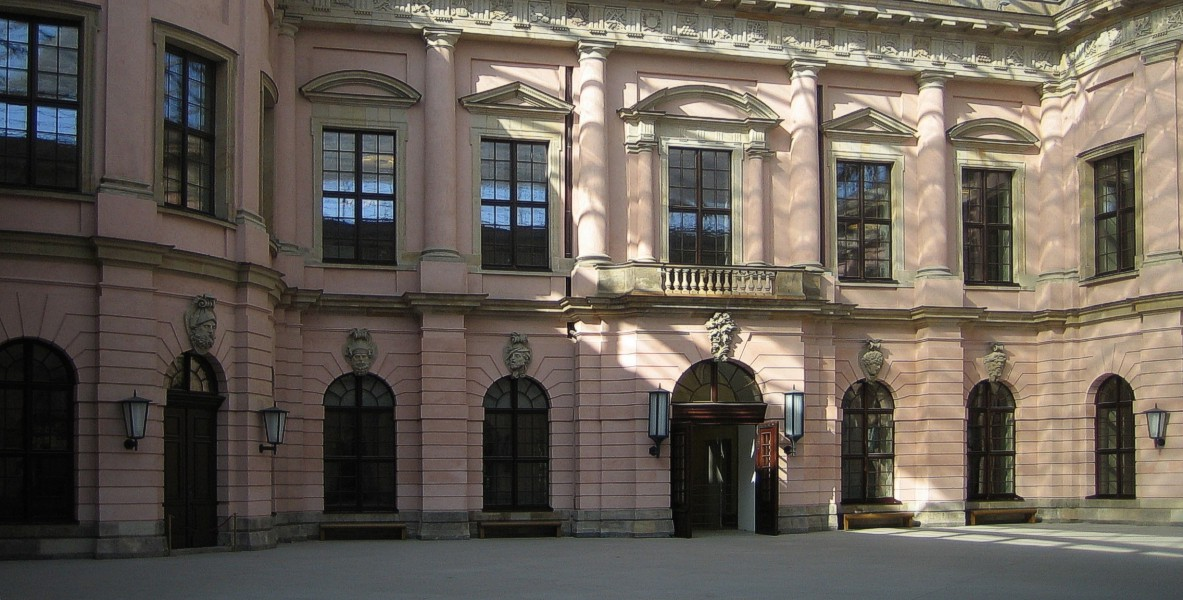
El patio
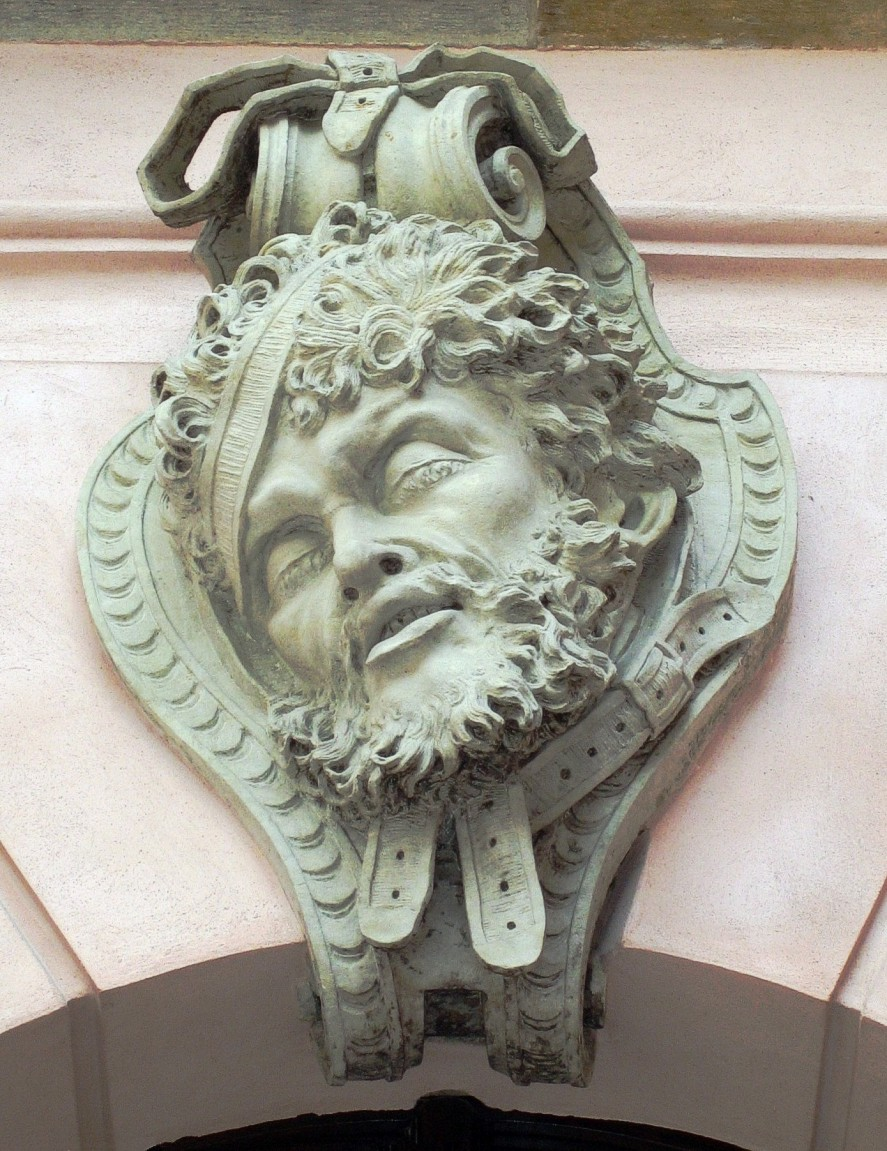
Cabeza de un soldado moribundo
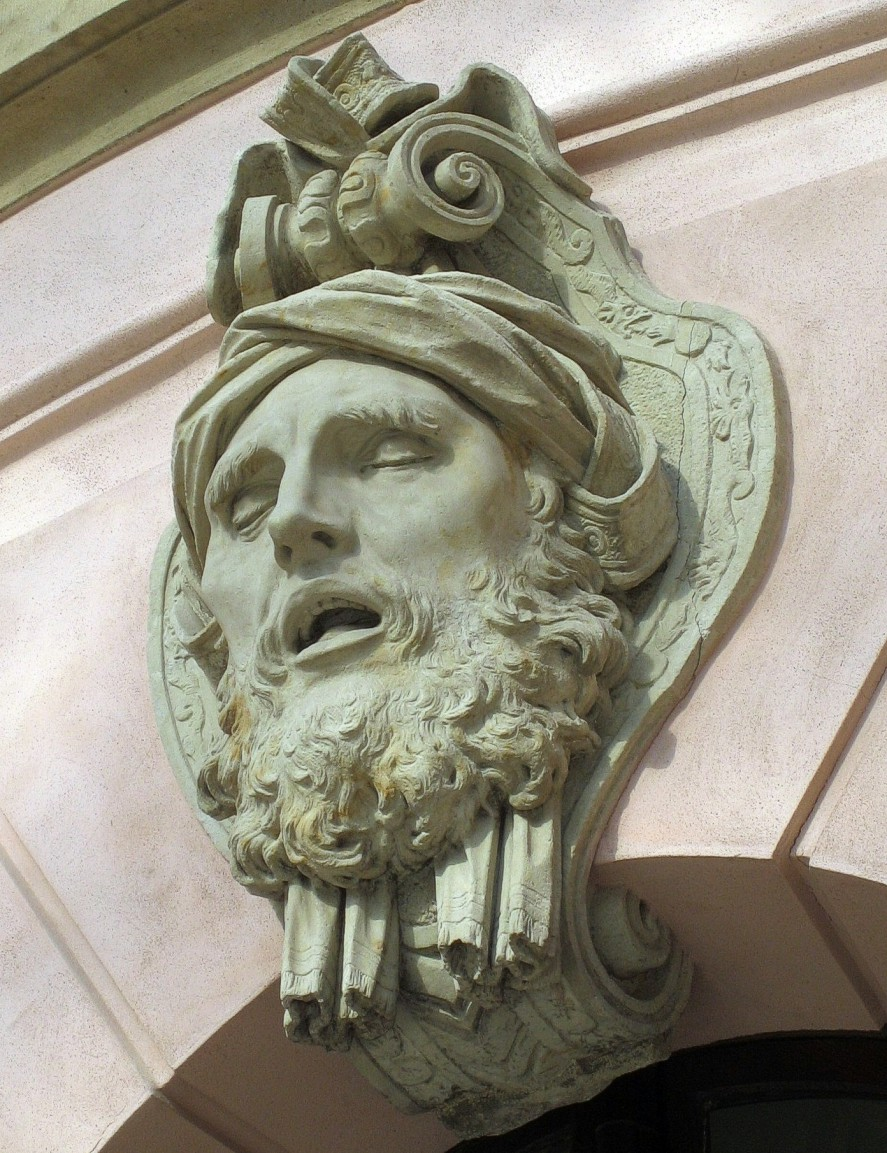
Cabeza de un soldado moribundo
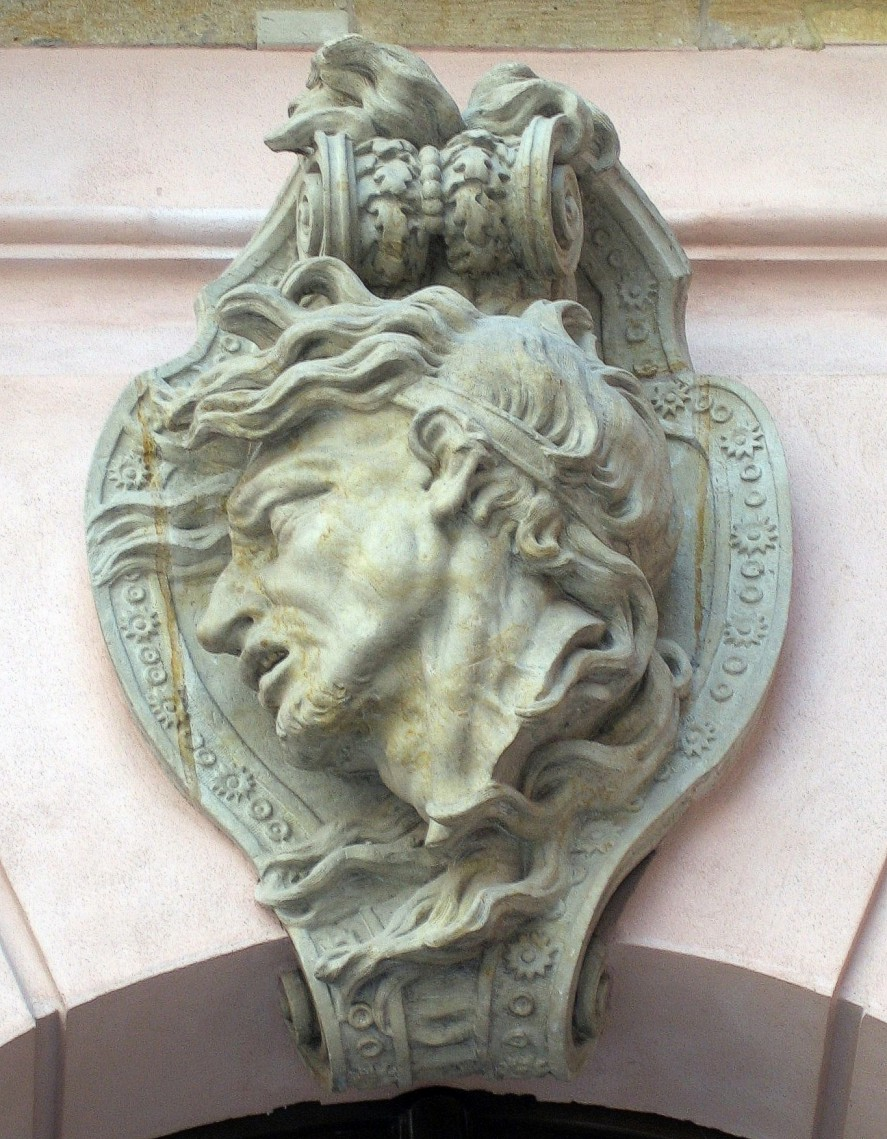
Cabeza de un soldado moribundo
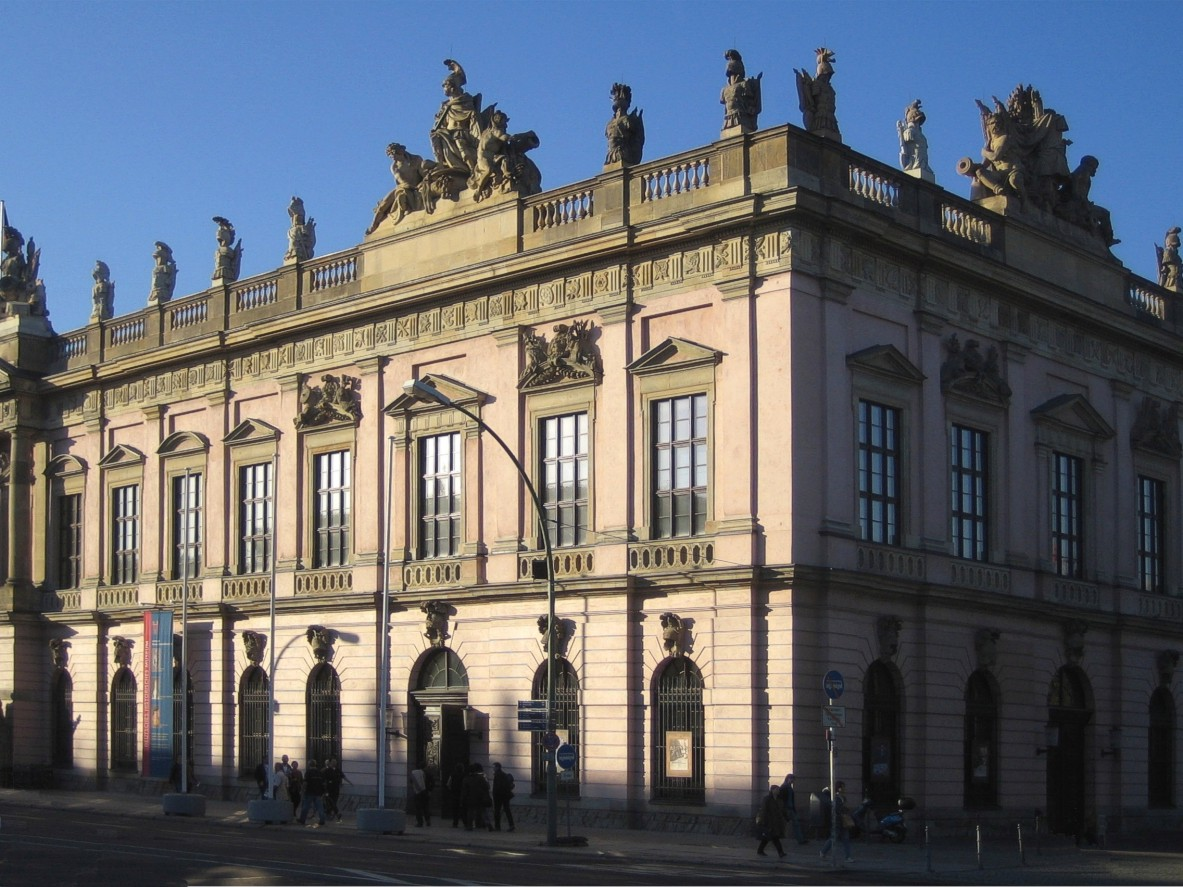
Vista parcial de la fachada sur
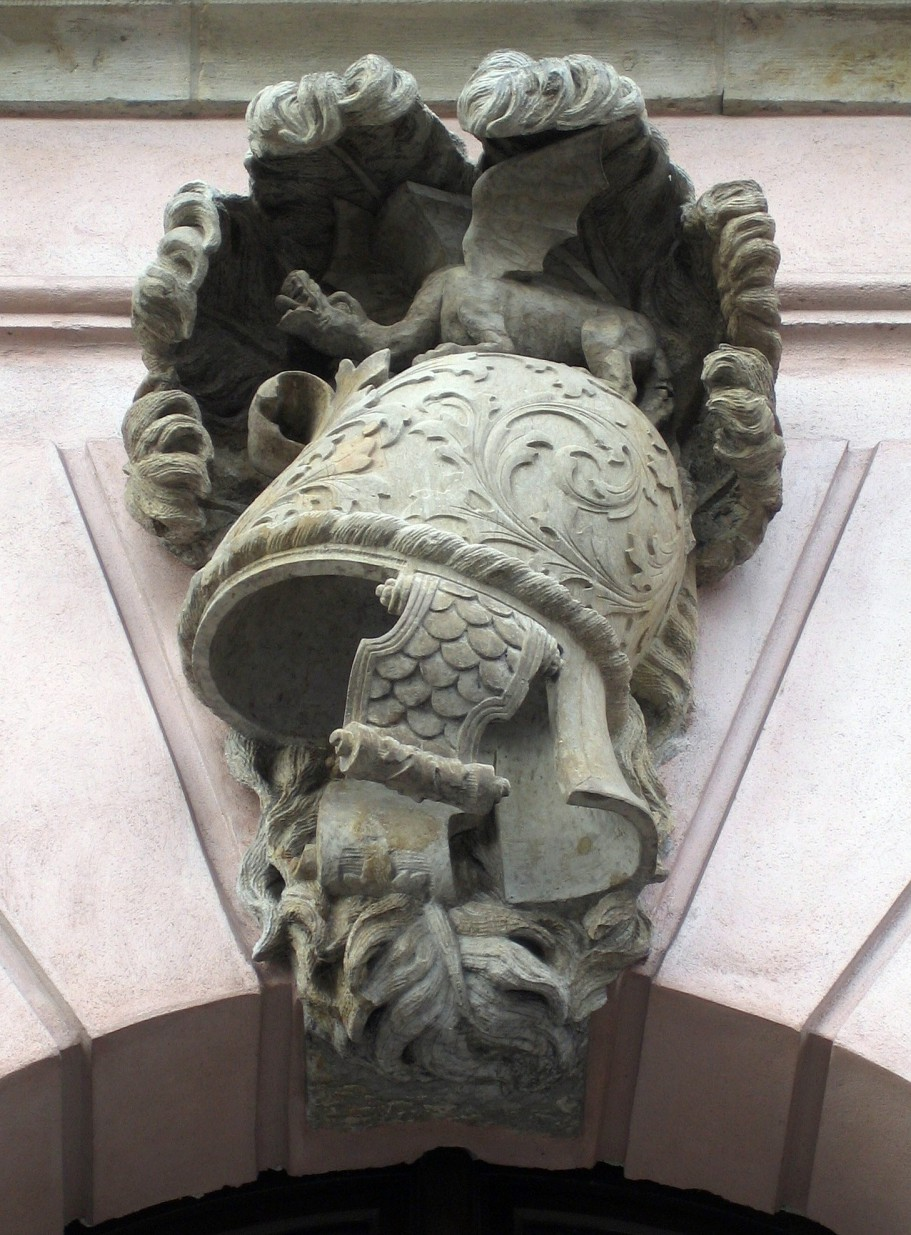
Casco esplendoroso barroco en la fachada sur
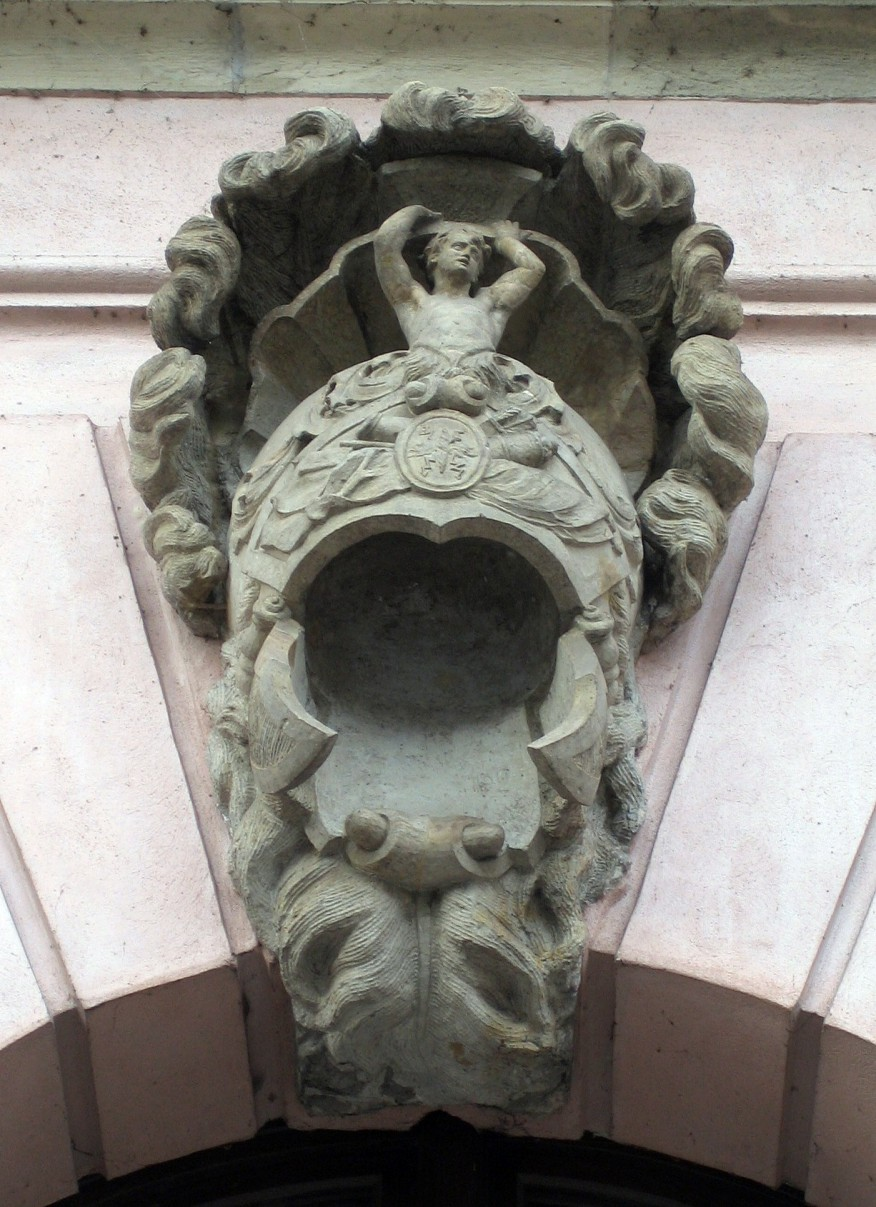
Casco esplendoroso barroco en la fachada sur
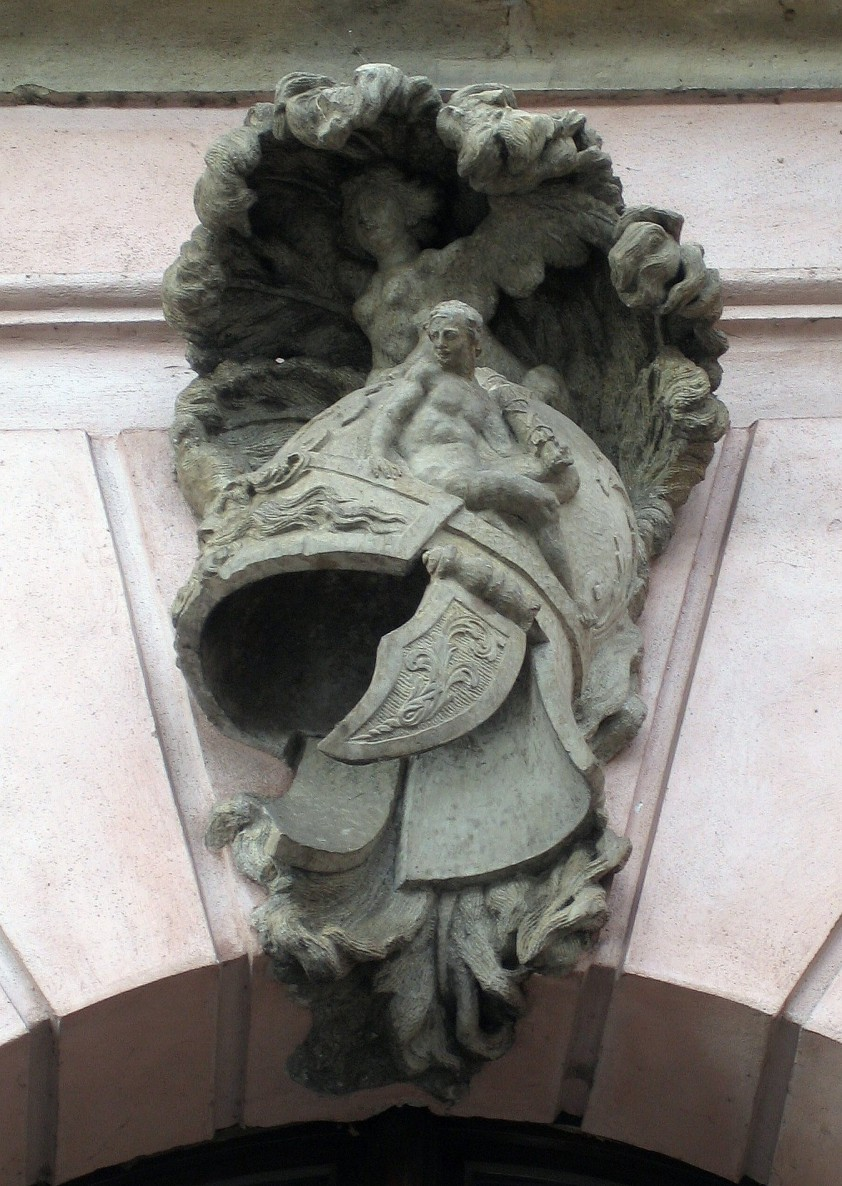
Casco esplendoroso barroco en la fachada sur